# 紀元前213年
紀元前213年（きげんぜん213ねん）

## 他の紀年法
- 干支 : 戊子
- 日本
  - 皇紀448年
  - 孝元天皇2年
- 中国 : 秦 - 始皇34年
- 朝鮮 :
- ベトナム :
- 仏滅紀元 : 332年
- ユダヤ暦 :

## できごと

### 中国
- 秦の博士の淳于越が始皇帝に子弟の封建を求めたところ、丞相の李斯がこれに反対し、古代を模範として当世をそしる儒学者を非難し、焚書をおこなうよう建言した。始皇帝は李斯の意見を採用した。

## 死去
- ティベリウス・センプロニウス・グラックス (紀元前215年、213年の執政官)